# 金弐権
金 弐権（キム・イグォン、朝鮮語: 김이권/金貳權、1921年6月25日 - 2001年1月31日）は、大韓民国の海軍軍人、政治家。第8代韓国国会議員。
本貫は金海金氏。号は瑞翰（ソハン、서한）。 

## 経歴
日本統治時代の慶尚南道昌寧郡出身。東京工業学校（現・日本工業大学駒場中学校・高等学校）、海軍士官学校特教隊卒。海軍本部憲兵監室企画課長・木浦警備部司令官・保安部隊長、新民党所属の国会議員を務めた。
2001年1月31日、ソウル市冠岳区の自宅にて老衰により死去した。享年80。